# Juan Antonio Martínez Arroyo
Juan Antonio Martínez Arroyo (Madrid, 25 maggio 1944) è un ex cestista spagnolo.
È il padre di Pablo e Gonzalo Martínez, a loro volta cestisti.

## Carriera
Con la Spagna ha disputato i Giochi olimpici di Città del Messico 1968 e tre edizioni dei Campionati europei (1963, 1965, 1971).

## Palmarès
- Copa del Rey: 1

Estudiantes Madrid: 1963